# Акти о супремацији
Акти о супремацији су два акта Парламента Енглеске усвојена 1534. године и 1559. године којим су енглески краљ Хенри VIII и сви будући краљеви успостављени за поглаваре Цркве Енглеске. Пре 1534. године поглавар енглеске цркве је био папа Римокатоличке цркве.
Усвајањима аката је претходио Хенријев сукоб са папом Лавом X, који није хтео да поништи краљев брак са Катарином Арагонском и озакони његову везу са Аном Болен.